# Wang Ying
Wang Ying (en xinès tradicional: 王瑩; en xinès simplificat: 王莹; en pinyin: Wáng Yíng) fou una actriu, cantant i resistent antijaponesa famosa als anys 30 del segle xx. Va néixer a Wuhu (província d'Anhui, est de la Xina, el 8 de març de 1913 i va morir el 3 de març de 1974.

## Biografia
El seu nom autèntic era Yu Zhihua. La seva família era d'origen humil. El seu pare la va vendre a un comerciant de Nanjing, essent una nena encara, per a convertir-se en la promesa dels seu fill però va poder escapar-se i anar a casa de la seva tia. Arran d'un escrit crític,sobre una autoritat local, adreçada a un Senyor de la Guerra fou arrestada. Va fugir a Shanghai on la seva vida va adquirir un canvi radical., Amb l'atac japonès el 1937 va realitzar una gira pel sud-est de la Xina i va recollir fons per a resistir als invasors. L'obra “Put Down your Whip” (Abaixa el teu fuet) inspirà una pintura de Xu Beihong que va ser distribuïda més endavant en forma de postal. Va col·laborar també amb diaris. Va viatjar als Estats Units per tal d'obtenir suport en la lluita contra el Japó. L'amistat amb l'escriptora Pearl S. Buck li va permetre diversos contactes en aquest país. El 1943 va esdevenir la primera artista que va actuar a la Casa Blanca.
Després de la creació de la República Popular de la Xina, el 1954 Wang i el seu marit, Xie Hegeng, van ser arrestats, Es van exiliar a l'illa d'Elis però més endavant van tornar al seu país un ella va treballar com a guionista i ell en la premsa. El 1957 fou represaliada per dretana. Durant la Revolució Cultural la parella va ser empresonada. Segons Jon Halliday i Jung Chanf, l'esposa de Mao Zedong, Jiang Qing, que va ser també actriu als anys 30 a Xanghai sense aconseguir el nivell artístic d'altres artistes com Wang o Xu Lai va tenir molt a veure en aquests fets. Wang va morir a la presó el 1974. Va ser rehabilitada després de la mort de Mao.

## Carrera artística
El 1929, començà la seva activitat artística en un grup de teatre de Xanghai en el qual hi figurava el dramaturg Xia Yan. L'escriptora Xie Binying la va anomenar Wang Ying, nom amb el qual es faria cèlebre. El 1932 esdevé actriu de cinema i les seves pel·lícules van ser un èxit. El suïcidi, mitjançant opi, de l'actriu Ai Xia la va revoltar i denuncià l'opressió de la societat envers les dones.

## Filmografia
- Women's Cry
- Story of Red Tears
- The Same Enemy